# Cosimo Semeraro
Cosimo Semeraro SDB (* 27. September 1942 in Tarent; † 8. März 2021 in Cerignola) war ein römisch-katholischer Ordenspriester und Kirchenhistoriker.

## Leben
Nach seinem theologischen Studium an der Theologischen Fakultät (Sektion Turin Crocetta) (1971 Lizentiat in Theologie) und nach der Priesterweihe war er Direktor des Oratoriums in Cerignola in seiner Herkunftsprovinz. Er setzte sein Universitätsstudium fort und promovierte 1978 in Kirchengeschichte. Er lehrte dreißig Jahre an der Università Pontificia Salesiana.

## Schriften (Auswahl)
- La Restaurazione Pontificia nelle province di seconda ricupera (Legazioni e Marche 1815–1823). Organizzazione ecclesiastica e vita religiosa. Editrice LAS, Roma 1979.
- als Mitautor in Mario Midali (Hrsg.): Disoccupazione giovanile in Europa. LDC, Leumann 1986, ISBN 88-01-11667-5.
- Religione popolare a misura dei giovani. LDC, Leumann 1987.
- La festa nell’esperienza giovanile del mondo salesiano. LDC, Leumann 1988, ISBN 88-01-12460-0.
- Don Alberto Caviglia (1868–1943). I documenti e i libri del primo editore di don Bosco tra erudizione storica e spiritualità pedagogica. SEI, Torino 1994.
- Coeducazione e presenza salesiana. LDC, Leumann 1994.
- I giovani fra indifferenza e nuova religiosità. LDC, Leumann 1995.
- I padri dell’Europa alle radici dell’Unione Europea. Libreria Editrice Vaticana, Città del Vaticano 2010, ISBN 978-88-209-8428-1.
- La sollecitudine ecclesiale di Pio XI alla luce dei nuovi documenti archivistici. Libreria Editrice Vaticana, Città del Vaticano 2010, ISBN 978-88-209-8344-4.
- Vorwort zu Roberto Brunelli: Anninovanta: 1990–2015. Un percorso nell'arte italiana. Gli Ori Editori Contemporanei, Pistoia 2014, ISBN 978-88-7336-555-6.